# Episodi di Manhunt (seconda stagione)
La seconda stagione della serie televisiva Manhunt (serie televisiva 1959) è stata trasmessa in anteprima negli Stati Uniti d'America in syndication tra il 1960 e il 28 maggio 1961.
| nº | Titolo originale          | Titolo italiano | Prima TV USA   | Prima TV Italia |
| -- | ------------------------- | --------------- | -------------- | --------------- |
| 1  | Ben's Vacation            |                 | 1960           |                 |
| 2  | The Gopher                |                 | 1960           |                 |
| 3  | One for the Show          |                 | 1960           |                 |
| 4  | Queen's Ransom            |                 | 1960           |                 |
| 5  | Finucane's Killer         |                 | 1960           |                 |
| 6  | The Model                 |                 | 1960           |                 |
| 7  | The Knife                 |                 | 1960           |                 |
| 8  | Death of a Quiet Man      |                 | 1960           |                 |
| 9  | 1364 Gately Road          |                 | 1960           |                 |
| 10 | Number Five Iron          |                 | 1960           |                 |
| 11 | The 27th Year             |                 | 1960           |                 |
| 12 | Tenpins                   |                 | 1960           |                 |
| 13 | Honey Baby                |                 | 1960           |                 |
| 14 | The Set-Up                |                 | 1960           |                 |
| 15 | The Check Passer          |                 | 1960           |                 |
| 16 | The Executioner           |                 | 1960           |                 |
| 17 | The Long Shot             |                 | 1960           |                 |
| 18 | The Firebug               |                 | 1960           |                 |
| 19 | The Rabies Story          |                 | 1960           |                 |
| 20 | Witness in Danger         |                 | 1961           |                 |
| 21 | The Walking Engines       |                 | 1961           |                 |
| 22 | The Masterpiece           |                 | 1961           |                 |
| 23 | A Homer for Thanksgiving  |                 | 1961           |                 |
| 24 | Kidnapped                 |                 | 1961           |                 |
| 25 | The Accidental Truth      |                 | 1961           |                 |
| 26 | The Dead Antelope/Gazelle |                 | 1961           |                 |
| 27 | A Call from Phoenix       |                 | 1961           |                 |
| 28 | Act of Duty               |                 | 1961           |                 |
| 29 | The Black Widow           |                 | 1961           |                 |
| 30 | War Against San Diego     |                 | 1961           |                 |
| 31 | Wooden Witness            |                 | 1961           |                 |
| 32 | Buried Novel              |                 | 1961           |                 |
| 33 | Case Without Clues        |                 | 1961           |                 |
| 34 | Woman on the Highway      |                 | 1961           |                 |
| 35 | Eency Weency Spider       |                 | 1961           |                 |
| 36 | The Guest of Honor        |                 | 1961           |                 |
| 37 | The Death Trap            |                 | 1961           |                 |
| 38 | The Professor             |                 | 1961           |                 |
| 39 | The Long Shadow           |                 | 28 maggio 1961 |                 |